# 保宁府

保宁府在四川省的位置（1820年）

保宁府，位于今四川省东北部，元、明、清时期设置的府。辛亥革命后，全国废府州厅改县、废。

## 建置兴革

### 元
元世祖至元十三年（1276年），升阆州为保宁府，以阆中为首县（府治所在地），下辖阆中、南部、苍溪、西水、奉国、新井、新政七县。至元二十年（1283年），奉国并入苍溪，西水、新井、新政并入南部。属广元路。

### 明
明太祖洪武四年（1371年）直隶四川行省。洪武六年（1373年），剑州划入保宁府，剑州下辖梓潼。洪武九年（1376年），剑州并入阆中，广元州、巴县、通江、梓潼划入保宁府。广元州下辖昭化、巴州下辖通江。洪武十年（1377年），苍溪、南部并入阆中，昭化并入广元州。洪武十三年（1380年），复置苍溪、南部、剑州，梓潼再次划入剑州，广元州复置绵谷、昭化，昭化划入保宁府。洪武二十二年（1389年），广元州降为县，绵谷并入广元。
明武宗正德九年（1514年），巴县升格为州，通江再次划入巴州。正德十一年（1516年），从巴州分置南江，仍隶巴州。保宁府下辖阆中、南部、苍溪、广元、昭化、剑州、梓潼、巴州、通江、南江二州八县，其中剑州下辖梓潼、巴州下辖通江、南江。

### 清[2]
清世宗雍正五年（1727年），梓潼划入緜州直隸州。保宁府下辖阆中县、苍溪县、南部县、广元县、昭化县、巴州、通江县、南江县、剑州二州七县，州不再辖县。

## 外部連結
[在维基数据编辑]
 《欽定古今圖書集成·方輿彙編·職方典·保寧府部》，出自陈梦雷《古今圖書集成》